# Igreja Católica em Cabo Verde
A Igreja Católica em Cabo Verde é parte da Igreja Católica universal, em comunhão com a liderança espiritual do Papa, em Roma, e da Santa Sé. Apesar de o catolicismo ter alguns privilégios que outras religiões não têm, devido a um acordo com o Vaticano, por princípio, nenhuma religião goza de direitos especiais. No entanto, a Igreja Católica exerce influência considerável, pois é de longe a maior comunidade religiosa no país. O Cristianismo está firmemente enraizado na cultura cabo-verdiana, e as relações entre as diferentes religiões ocorrem essencialmente sem tensões. Em 2019, Dom Arlindo Gomes Furtado, arcebispo de Santiago de Cabo Verde, afirmou que os grandes desafios da igreja no país são a instabilidade familiar, a juventude e a política, que, muitas vezes "não transmite os valores nos meios de comunicação sociais" que a igreja propõe.

## História

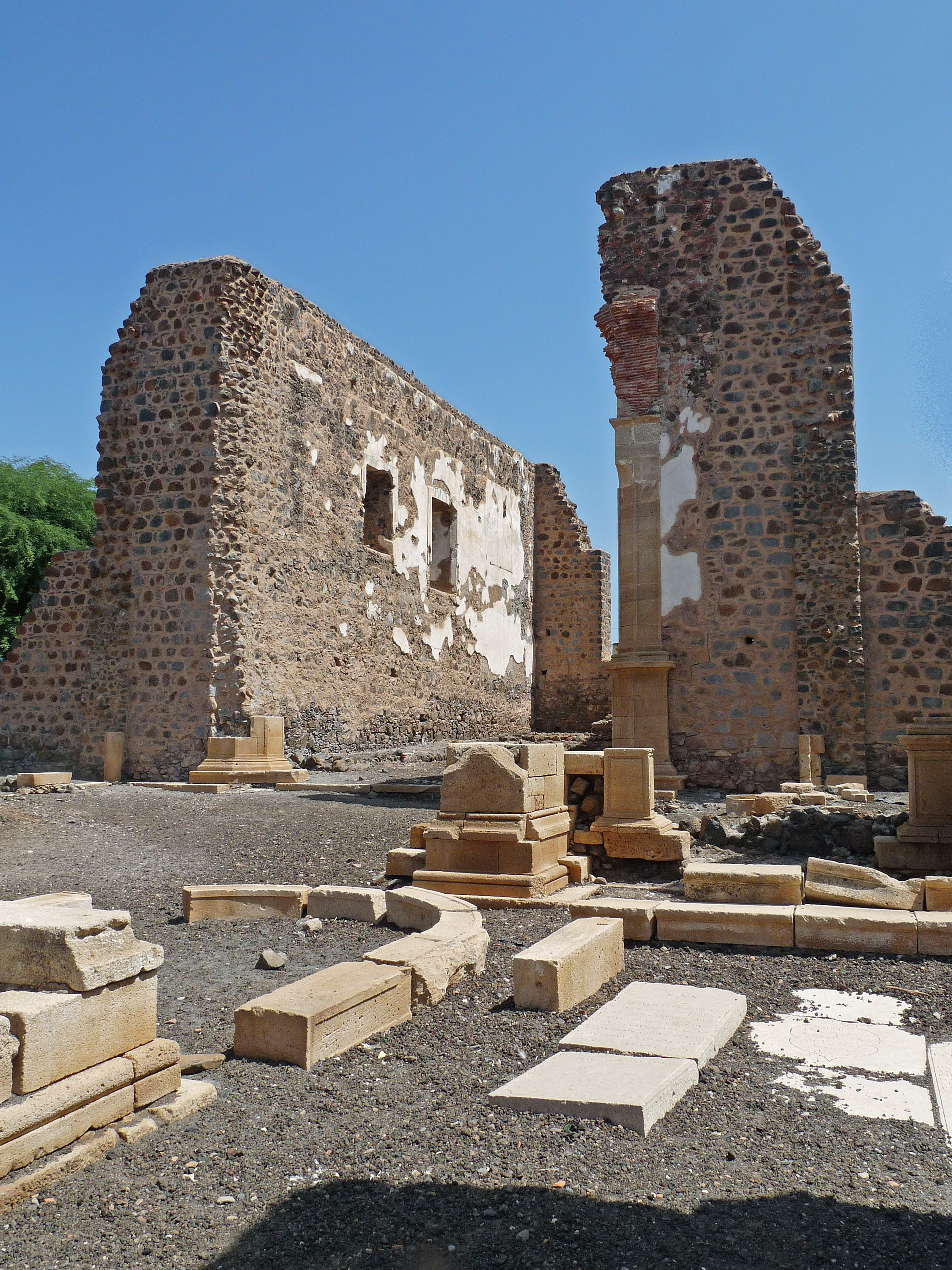
Sé catedral da Cidade Velha.

Quando as ilhas que compõem Cabo Verde foram descobertas pelos portugueses em 1456, elas estavam desabitadas, e, a partir da povoação, começou-se também a chegada do catolicismo ao local. Uma missão religiosa conferida pelos papas Nicolau V, em 1455, e Calisto III, em 1456, outorgaram a Dom Afonso V de Portugal a posse dos territórios recém-descobertos na África, concedendo aos portugueses o monopólio do comércio na região, além assistir os fiéis nas naus e caravelas, também os que se fixassem em terra, converter os infiéis, fundar mosteiros e outros locais de culto, e travar o avanço dos muçulmanos nos territórios ultramarinos, num conjunto de medidas que ficou conhecido por padroado régio português. Em 1466, quando chegaram à Ribeira Grande, os freis capuchinhos Rogério e Jaime, encontraram já construída uma igreja, o que leva a supor que clérigos da Ordem de Cristo já os tivessem precedido anteriormente a 1462. Ao redor desta igreja foi constituída a freguesia de Ribeira Grande. Nos 60 anos que se seguiram, a Igreja acompanhou a fixação de povoações em Santiago e no Fogo, e construindo seus templos. Em 1533, é criada a Diocese. A Igreja mantinha diversas obras de assistência a órfãos, capelas, hospitais, confrarias, gafarias, albergues, residências, enfermarias e farmácias, chegando à globalidade da população, considerada integralmente católica, incluindo os escravos. A mais antiga organização católica da África é a Diocese de Santiago de Cabo Verde, erigida em 31 de janeiro de 1533, pela bula Pro Excelenti, do Papa Clemente VII, com sede na igreja paroquial da Ribeira Grande, ilha de Santiago. No ano de 2018 ocorreram as comemorações dos 485 anos da diocese.

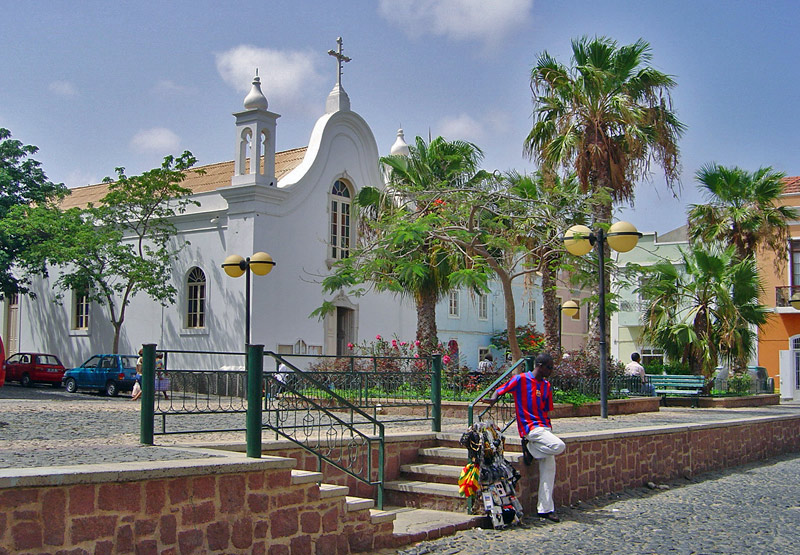
Catedral de Nossa Senhora da Luz, no Mindelo.

Em 1941 chegaram a Santiago e ao Maio os espiritanos (portugueses, suíços e mais tarde também cabo-verdianos), desenvolveram um trabalho religioso que refletiu a modernização que a Igreja Católica vinha passando, especialmente a partir do Concílio Vaticano II (1967). As mudanças feitas causou choque entre a população, que tinham dificuldade em aceitar a adoção de ritos diferentes, e levou ao aparecimento da fação dos "rabelados".
Ao mesmo tempo em que foi desenvolvida uma atividade uma pastoral intensa, e que conseguiu aderir em massa a população, a Igreja reabriu o seminário, agora na Ponta Temerosa, em 1957. A Igreja também contou com a colaboração de sucessivos governos cabo-verdianos empenhados em difundir o ensino a toda a população, desenvolveu um respeitável programa de escolarização (tanto a crianças e adultos), particularmente no período em que o superior espiritano era José Maria de Sousa (1963–1974).

## Atualmente
Dos espiritanos também emergiu o primeiro bispo cabo-verdiano, Dom Paulino Évora. Outro cabo-verdiano, Dom Arlindo Gomes Furtado, ocupou em 2003 a sé da segunda diocese do país, recém-criada no Mindelo. Após a saída de Dom Paulino Évora, em 2009, Dom Arlindo passou a liderar a diocese de Praia. Atualmente boa parte dos padres em Cabo Verde são nacionais, formados pelo Seminário de São José.
Um acordo entre Cabo Verde e a Santa Sé foi assinado em 2013, e reconheceu o estatuto legal independente da Igreja Católica, o direito de realizar atividade missionária de forma livre, a proteção de locais de culto católicos e a validade de casamentos religiosos ao mesmo estatuto dos casamentos civis. Os católicos ficaram muito contentes em 2015 com a elevação de Dom Arlindo a cardeal, após sua nomeação como bispo do Mindelo em 2004,  e de Santiago em 2009.
Em 2018 a Igreja Católica cabo-verdiana celebrou seu 485 anos de presença no país, e já vem se organizando com uma comissão especial que organizará a festa dos 500 anos, programada para ocorrer em 2033.
Os católicos cabo-verdianos voltaram a alegrar-se com a notícia de que o país pode vir a ter seu primeiro beato, já que a causa de beatificação do escravo Negro Manuel foi aberta e segue em tramitação na Congregação para as Causas dos Santos.

## Organização territorial

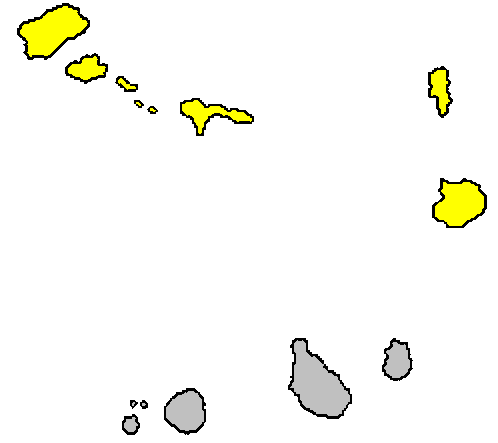
As ilhas em cinza representam a Diocese de Santiago de Cabo Verde, e as em amarelo são território da Diocese do Mindelo.

A Igreja Católica está presente no país com duas dioceses, as quais não são sufragâneas de nenhuma arquidiocese, e estão imediatamente sujeitas à Santa Sé. Listadas abaixo:
| Circunscrições eclesiásticas católicas de Cabo Verde | Circunscrições eclesiásticas católicas de Cabo Verde | Circunscrições eclesiásticas católicas de Cabo Verde | Circunscrições eclesiásticas católicas de Cabo Verde | Circunscrições eclesiásticas católicas de Cabo Verde |
| Circunscrição                                        | Ano de ereção                                        | Catedral                                             | Foto                                                 | Ref.                                                 |
| ---------------------------------------------------- | ---------------------------------------------------- | ---------------------------------------------------- | ---------------------------------------------------- | ---------------------------------------------------- |
| Diocese do Mindelo                                   | 2003                                                 | Pró-catedral de Nossa Senhora da Luz                 |                                                      | [ 14 ]                                               |
| Diocese de Santiago de Cabo Verde                    | 1533                                                 | Pró-catedral de Nossa Senhora da Graça               |                                                      | [ 15 ]                                               |

## Conferência Episcopal
Não há uma conferência episcopal própria no país, mas os bispos cabo-verdianos fazem parte da Conferência dos Bispos do Senegal, da Mauritânia, de Cabo Verde e da Guiné-Bissau, criada em 1970.

## Nunciatura Apostólica
A Nunciatura Apostólica de Cabo Verde foi criada 1977, com sede em Dacar, no Senegal.

## Visitas papais
O país foi visitado pelo Papa São João Paulo II entre os dias 25 e 27 de janeiro de 1990, juntamente com outros países: Burquina Fasso, Chade, Guiné-Bissau e Mali.
| “ | Esta minha palavra prolonga os muitos votos que já formulei e tem um sentido de convite a olhardes para a frente, com esperança, com muita esperança. Tendo recebido a fé cristã, aprofundai a vossa vivência e testemunho da mesma, com toda a coerência: “Sereis minhas testemunhas”, repete-vos hoje o Senhor, uma vez mais, pela boca do Bispo de Roma. Desse modo, estareis a contribuir para plasmar aqui uma civilização cristã original, que se alimente nas fontes, eleve o que há de bom nas vossas tradições e vá confluir no empenho da Igreja universal para construir a “civilização do amor”. Aqui, como em toda a parte, não é o Evangelho que há-de mudar, para haver inculturação; mas é a cultura que precisa de assimilar os germes de vida trazidos pelo Redentor do homem. O apóstolo do Evangelho vai humanizando o evangelizado, certo de que, ao mesmo tempo que se evangeliza, também se civiliza. Evangelizar, de fato, visa “converter” a consciência pessoal e colectiva dos homens, as actividades a que se aplicam, a vida e meio ambiente que lhes são próprios. É esta evangelização, a nova evangelização de Cabo Verde, que incumbe a todos os batizados e lhes impõe tarefas urgentes, dentro da missão da Igreja; são estas tarefas - na família, na educação escolar, na economia e na vida social - que eu vos confio, irmãos e irmãs cabo-verdianos. O Papa conta convosco! | ” |
|   | — Discurso de despedida do Papa São João Paulo II de sua visita pastoral a Cabo Verde. |   |